# François de Vicq

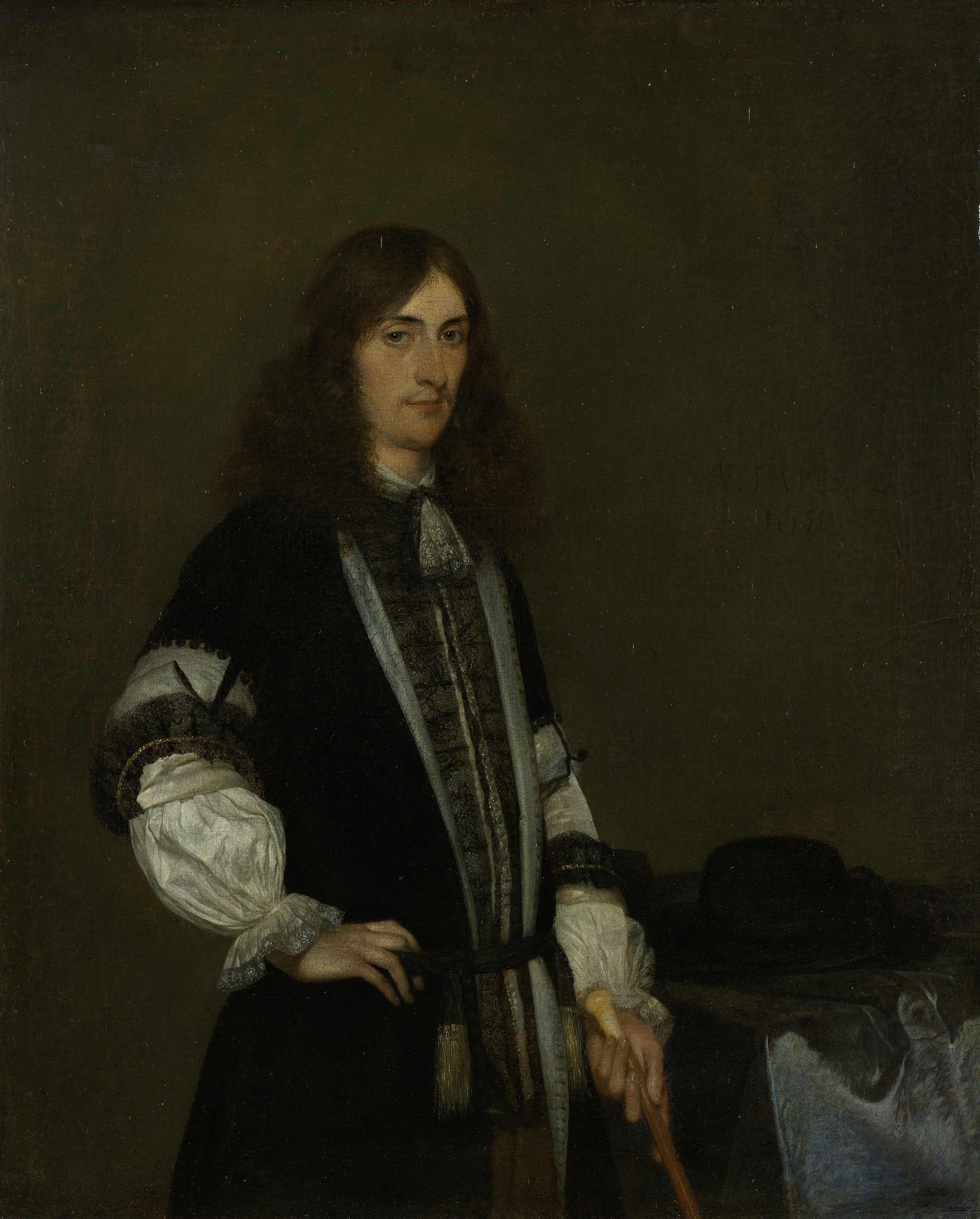
François de Vicq geschilderd door Gerard ter Borch (II)

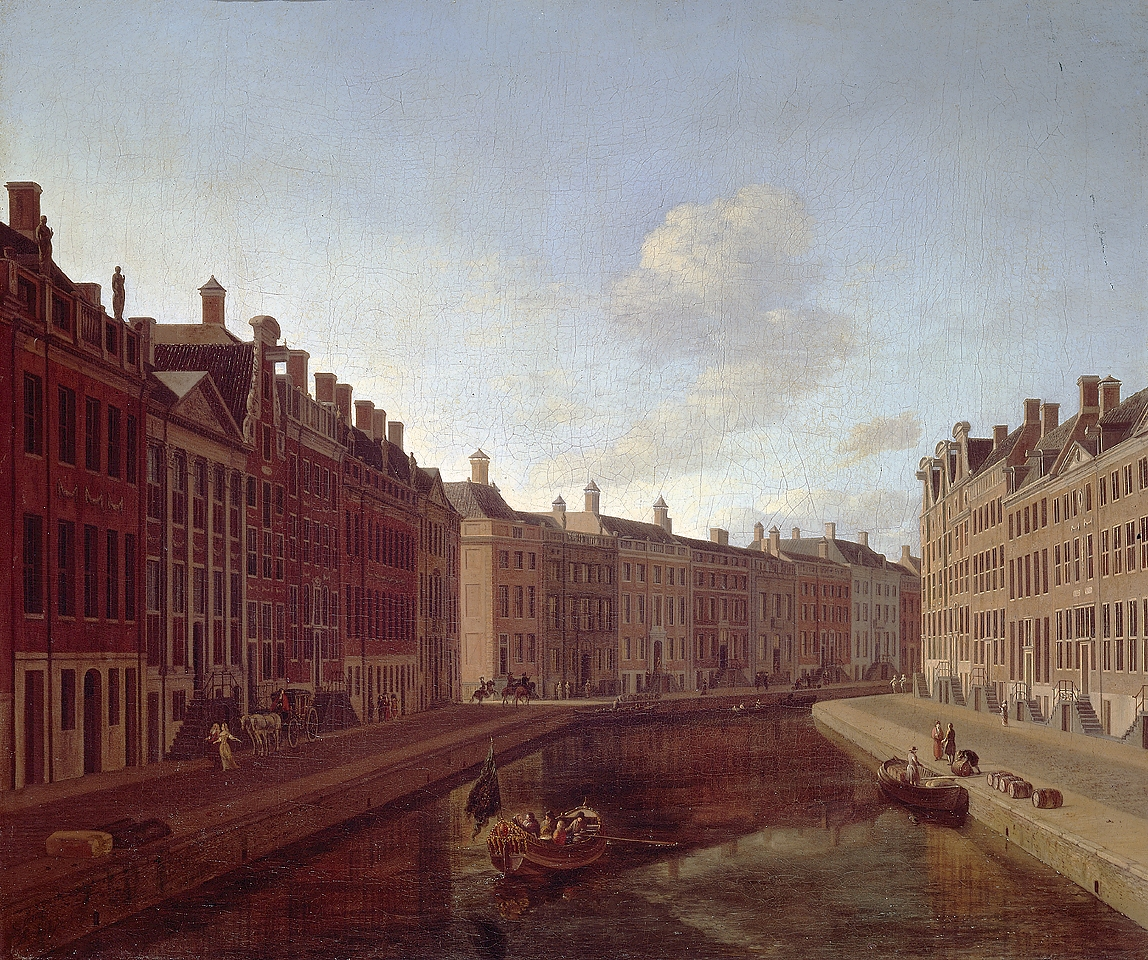
Gerrit Adriaensz. Berckheyde. De bocht van de Herengracht te Amsterdam met het tweede pand links van De Vicq. (1685)

François de Vicq (jr) (9 augustus 1646 - 22 september 1707) was de zoon van de gelijknamige geneesheer en regent (1603 - 1678). Zijn grootvader was lakenkoper. Nadat hij zijn studie had voltooid in Leiden trouwde hij in 1667 met Aletta Pancras. Het paar is in 1670 geschilderd door Gerard ter Borch. Na een aantal commissariaten werd hij in 1673 schepen van Amsterdam. In 1678 erfde hij van zijn vader Herengracht 476 in de Gouden Bocht en trad hij toe tot de vroedschap. In 1675 was hij hoofdparticipant en bewindhebber van de West-Indische Compagnie en in 1687 directeur van de Sociëteit van Suriname. Hij was betrokken bij de oprichting en bleef in functie tot zijn dood. De Vicq had een buitenplaats in de Watergraafsmeer. Zijn oudste zoon studeerde Rechten aan de Hogeschool van Franeker.
In 1694 werd hij schout en was hij betrokken bij vervolging van drukkers die werk van Spinoza hadden uitgegeven. In 1696 werd hij curator van het Athenaeum Illustre. In dat jaar werd zijn huis bedreigd tijdens het Aansprekersoproer, maar wist hij het volk te bedaren met mooie woorden. De belasting die de aanleiding vormde voor het oproer werd afgeschaft, maar het pand kreeg permanente bewaking van de schutterij. Na een proces werd een aantal van de oproerkraaiers ter dood veroordeeld; anderen werden naar Suriname gestuurd. 
In 1697, 1700 en 1706 werd De Vicq als burgemeester gekozen. Hij was gevreesd bij zijn optreden tegen het ontduiken van een impost op bier, ingesteld in 1704, dat aan de achterdeur werd gekocht in een tapperij.

## Bron
- Zaal, W. (2001) Het huis aan de Bocht. Herengracht 476.
- Slot, E. (1990) Vijf gulden eeuwen. Amsterdam 1490 - 1990.

- Biografisch Portaal: 21624722
- Système universitaire de documentation: 195435494
- Virtual International Authority File: 2804147605350257760000